# Elena Jordi
Montserrat Casals i Baqué, més coneguda com a Elena Jordi (Cercs, Berguedà, 20 de novembre de 1882 - Barcelona, 5 de desembre de 1945), fou una actriu i empresària teatral de vodevil catalana. Va desenvolupar la seva activitat teatral al Paral·lel barceloní, especialment entre els anys 1909 i 1920. És considerada la primera directora de cinema d'Espanya.

## Biografia
Es va establir amb la seva família a Barcelona el 1906, any en què obrí un estanc a la cantonada del carrer de la Boqueria amb el carrer Rauric. No va ser un establiment usual, sinó tot el contrari, ja que ella i la seva germana Tina Casals Baqué, Tina Jordi, pels seus atractius, desimboltura i intel·ligència, el convertiren en lloc de trobada de joves periodistes, intel·lectuals i bohemis. Allà va coincidir amb persones importants com Ramon Vinyes, el fill de l'escenògraf Soler i Rovirosa, Jandru Soler i Marÿe, Salvador Vilaregut, Ramon Tor o Ramon Reventós, amb els quals es va introduir en el món del teatre.

## L'activitat teatral com a actriu i empresària
Entre 1908 i 1914 Jordi debuta al teatre, amb papers que al principi eren discrets però que cada vegada van ser més importants. Durant la temporada 1908-1909 Elena Jordi col·labora en el Teatre Íntim d'Adrià Gual, on una Margarida Xirgu molt jove ja n'era la primera actriu. Elena Jordi va seguir la Xirgu quan aquesta passà a treballar al Teatre Principal. Posteriorment actuà a la companyia d'Enric Borràs i a la de Josep Santpere (1910-1914). Després de participar en coneguts vodevils d'origen francès, com L'educació del príncep, de Maurice Donnay; Porten res de pago?, de Hennequin i Veber; o Zazà, de Berton i Charles Simon, començà a destacar en les crítiques teatrals. Al principi, elogien l'elegància escènica i la bellesa de l'actriu i, progressivament, el «saber fer» d'una «excel·lent actriu», que reconeixen fins i tot els detractors del vodevil. Jordi va assolir èxit amb obres com Salomé, d'Oscar Wilde (que ja havia estrenat Xirgu); Cuida’t de l'Amèlia, de Georges Feydeau; La lepra, de Santiago Rusiñol, i La dona nua, de Henry Bataille, una de les obres que van catapultar la Jordi a la fama.
Havent aconseguit el reconeixement del públic, va formar companyia pròpia el 1914 al Teatre Espanyol, amb el nom de Companyia Catalana de Vodevil Elena Jordi. Va representar amb gran èxit obres com La Presidenta, de Hennequin; Falten cinc minuts, de Paul Gavault i Georges Berr; La Pitets se’ns ha casat, i Les filles de Venus, de Maurice Donnay. Jordi va estrenar vodevils que Santiago Rusiñol escrigué amb el pseudònim Jordi de Peracamps: El senyor Josep falta a la dona i La dona del senyor Josep falta a l'home, així com El pobre viudo i El triomf de la carn. Com es pot veure pels il·lustratius títols dels vodevils, la companyia pretenia captar un públic popular: Tornem-hi que no ha estat res, Theodore & Cie., Faldilles i pantalons, de Silvane i Artus, o Pasqua abans de Rams, de Flers, Caillavet i Rey.

## El cinema
Mitjançant l'empresa Studio Films, i probablement amb l'ajuda de Domènec Ceret, que dirigia aquesta productora, va entrar a partir de 1916 al món del cinematògraf, primer com a actriu, i més tard com a productora i directora, sempre acompanyada en aquesta aventura per la seva germana Tina Jordi. El primer paper com a actriu de cinema va ser a la pel·lícula La loca del monasterio (Domènec Ceret, Joan Solá i Alfred Fontanals, 1916), que protagonitzava Lola París i també comptava amb Consuelo Hidalgo i Domènec Ceret.
El 1918 va dirigir, produir i també protagonitzar la pel·lícula Thais, de la qual lamentablement no se'n conserva cap còpia. El curtmetratge portava al cine l'òpera Thaïs, de Massenet, que era una adaptació de la novel·la homònima d'Anatole France. La pel·lícula –segons Miquel Porter i Moix, una adaptació molt lliure del llibret de l'òpera del mateix nom– apareixia dos anys després del film futurista d'Anton Giulio Bragaglia, de 1916, en què feia una revisió del model femení de la femme fatale.

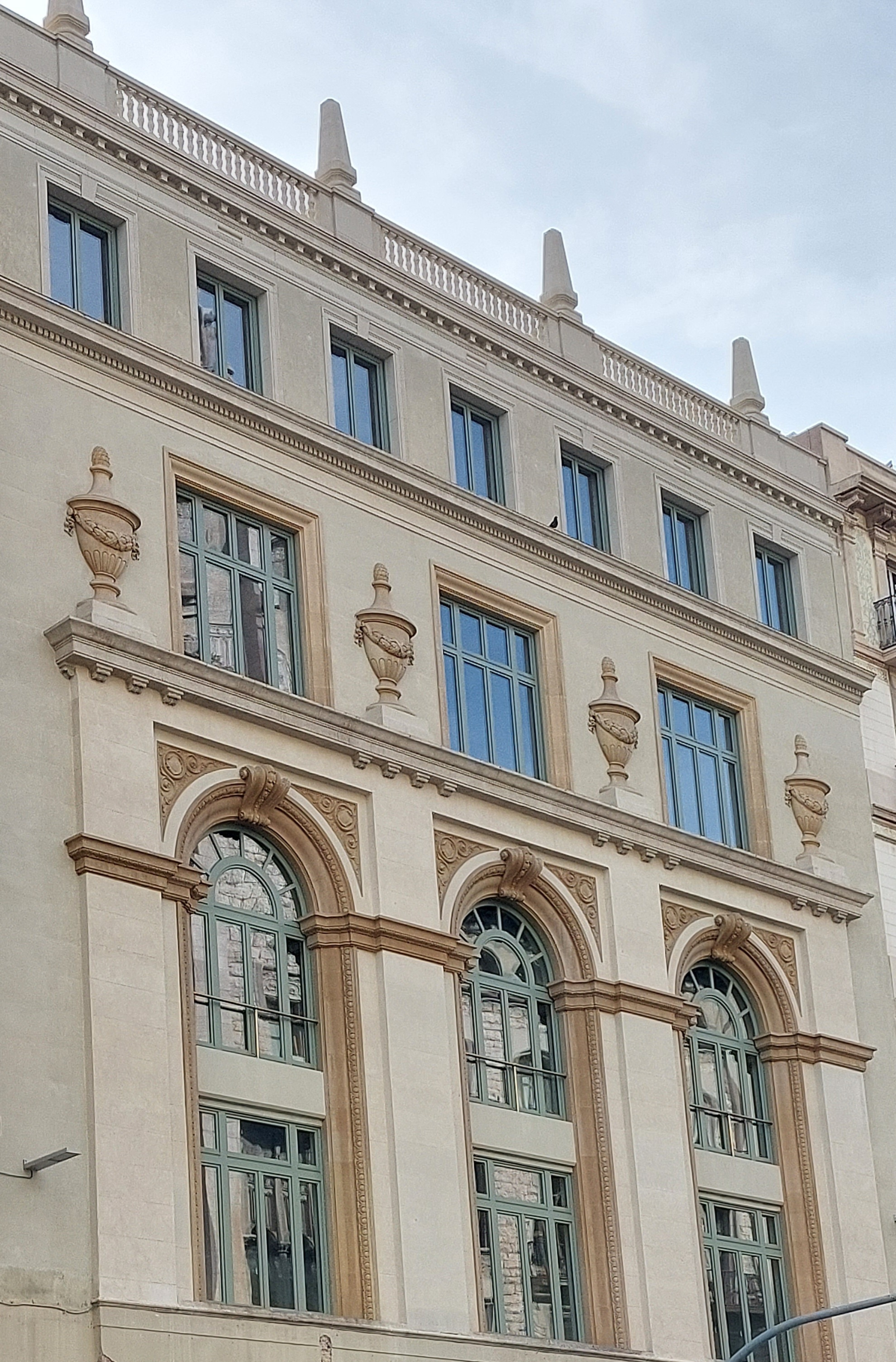
Edifici de la Via Laietana que havia de ser el Teatre Elena Jordi

## El projecte de sala teatral
El 1918 va adquirir un solar magnífic a la Via Laietana, acabada d'estrenar, que amb l'enderroc de les antigues muralles de Barcelona era un eix en plena expansió, i es dedicà al projecte de construcció d'un teatre que havia d'acollir de manera estable la seva companyia, però no es va arribar a fer. El nou teatre que s'estava construint es va haver d'aturar, probablement per dificultats econòmiques i repetides vagues de la construcció que encariren molt el projecte. El Teatre Elena Jordi no va arribar a existir i finalment la sala s'inaugurà el 1923 com a cinema amb el nom de Pathé Palace, rebatejat el 1940 com a Palau del Cinema. Actualment està tancat.

## Últims anys

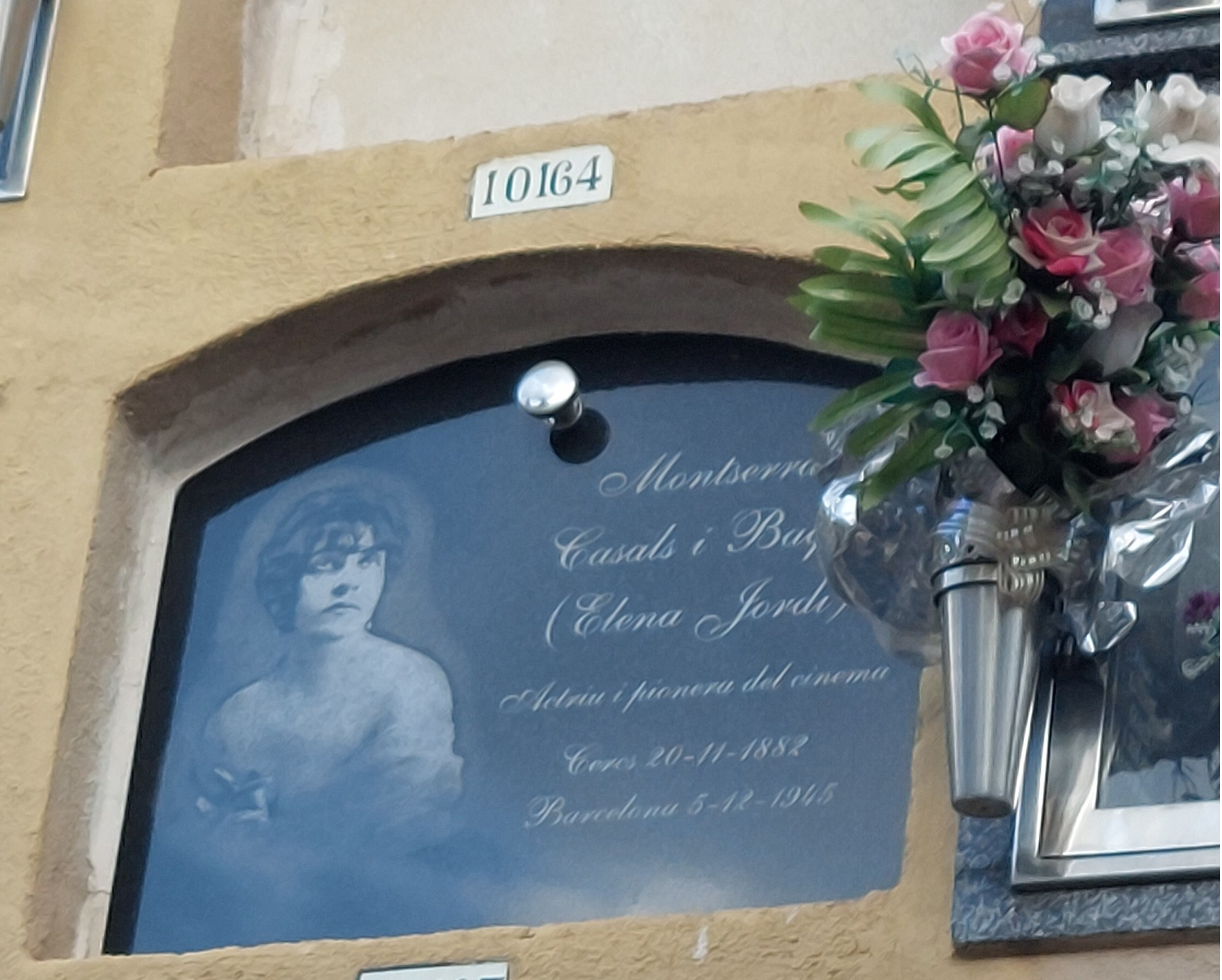
Sepultura d'Elena Jordi al Cementiri de Les Corts

Amb el projecte de teatre, Elena Jordi va espaiar les seves aparicions a escena. Actuà esporàdicament les temporades 1921-22 i, per darrera vegada, el 1929 al Teatre Goya. Després va desaparèixer del món artístic. Sabem poques coses de la seva vida a partir d'aquell moment. L'única notícia segura és la de la seva mort a Barcelona i que va ser enterrada el 6 de desembre de 1945 al Cementiri de les Corts.